# كين جونسون (لاعب كرة قدم كندية)
كين جونسون (بالإنجليزية: Ken Johnson)‏ هو لاعب كرة قدم كندية أمريكي، ولد في 5 يناير 1951 في سكوتسديل في الولايات المتحدة.